# Juan de Dios Yapita
Juan de Dios Yapita Moya (Estancia Calämaya, Compi, Bolivia; 8 de marzo de 1931 - La Paz, 5 de junio de 2020) fue un lingüista boliviano especialista en la lengua aimara.
En 1968 ingresó a la Universidad Mayor de San Andrés al Departamento de Idiomas para enseñar la lengua aimara. En 1979 participó en la creación de la carrera de lingüística e idiomas con mención en la especialidad de lingüística aimara y quechua, de la Facultad de Humanidades y Ciencias de la Educación de la Universidad Mayor de San Andrés. En 1972 fundó el Instituto de Lengua y Cultura Aymara (ILCA).
Yapita junto a Martha Hardman participaron en la preparación del material para la enseñanza de la lengua aimara en la Universidad de Florida.[cita requerida]
Enseñó lingüística aplicada y gramática aimara a nivel de licenciatura y posgrado en Bolivia, Perú, Chile, Estados Unidos, Inglaterra y Escocia. [cita requerida]
Entre los años 2009 al 2012 participó en la parte lingüística del proyecto “Comunidades de práctica textil”, auspiciado por el Reino Unido y Birkbeck, Universidad de Londres.[cita requerida]

## Publicaciones
- Aymara: compendio de estructura fonológica y gramatical (con Martha Hardman y Juana Vásquez, 1988. La Paz: Gramma)[5]
- Curso de Aymara Paceño (1991, St Andrews, Escocia)
- Aymara, Método fácil (1994, La Paz: ILCA)[6][7]
- La dinámica aymara (con Hans van der Nordaa, 2008, La Paz: ILCA y Plural)[8]
- Hacia un orden andino de las cosas, con Denise Y. Arnold y Domingo Jiménez, 1992